# Нисса лесная
Ни́сса лесна́я (лат. Nýssa sylvática) — листопадное дерево, распространённое в умеренном климате восточной части Северной Америки; вид рода Нисса семейства Кизиловые. В США известно под именем (англ. black tupelo) — чёрное тупело либо же просто тупело.

## Ботаническое описание
Дерево высотой до 28 м (изредка до 40 м). Крона в юности пирамидальной формы, с возрастом становится более раскидистой. Ствол прямой. Кора серо-коричневая.
Листья простые, яйцевидные, 5—12 см длиной, снизу опушённые. Летом блестящие, тёмно-зелёные. Осенью окрашиваются сначала в жёлтый, затем в ярко-алый цвет.
Цветки мелкие, неброские, зеленовато-жёлтые. Женские цветки собраны в рыхлые кисти на длинных цветоносах. Мужские цветки в шаровидных пазушных соцветиях. Цветёт растение в мае — июне.
Плод — сочная ягодообразная односемянная костянка, синяя либо тёмно-лиловая, кислая на вкус, размером 0,8—1,5 см.

## Распространение и среда обитания
На севере ареал ниссы лесной ограничен юго-востоком Канады, на юге — центральной частью Флориды, северным побережьем Мексиканского залива и восточным Техасом. Отдельные популяции встречаются в Мексике .
Предпочитает хорошо увлажнённые, слабокислые почвы. Выдерживает застой воды.

## Использование
Нисса лесная используется в качестве медоносного, декоративного дерева, примечательного своей яркой осенней листвой.
Твёрдая плотная древесина светло-жёлтого цвета используется в производстве мебели и поделок.
- Нисса лесная - Nyssa sylvatica